# Конституція Чехії
Конституція Чеської Республіки (чеськ. Ústava České republiky) — основний закон Чеської Республіки, прийнятий Чеською національною радою 16 грудня 1992 і набрав чинності 1 січня 1993 року.
Конституція прийнята і введена в дію конституційним законом № 1/1993 Sb. і нині діє в редакції конституційних законів № 347/1997 Sb., 300/2000 Sb., 448/2001 Sb., 395/2001 Sb., 515/2002 Sb., 319/2009 Sb. і 71/2012 Sb.

## Структура
Чеська конституція складається з Преамбули й 8 Глав:
- Основні положення (статті 1–14)
- Законодавча влада (статті 15–53)
- Виконавча влада (статті 54–80)
- Судова влада (статті 81–96)
- Верховне контрольне управління (стаття 97)
- Чеський національний банк (стаття 98)
- Територіальне самоврядування (статті 99–105)
- Перехідні та прикінцеві положення (статті 106–113)

Відповідно до статті 3 Конституції, складовою частиною конституційної системи є Хартія основних прав і свобод, затверджена конституційним законом № 2/1993 Sb. від 16 грудня 1992 року і діє в редакції конституційного закону № 162/1998 Sb.